# Urbanistica di Palermo

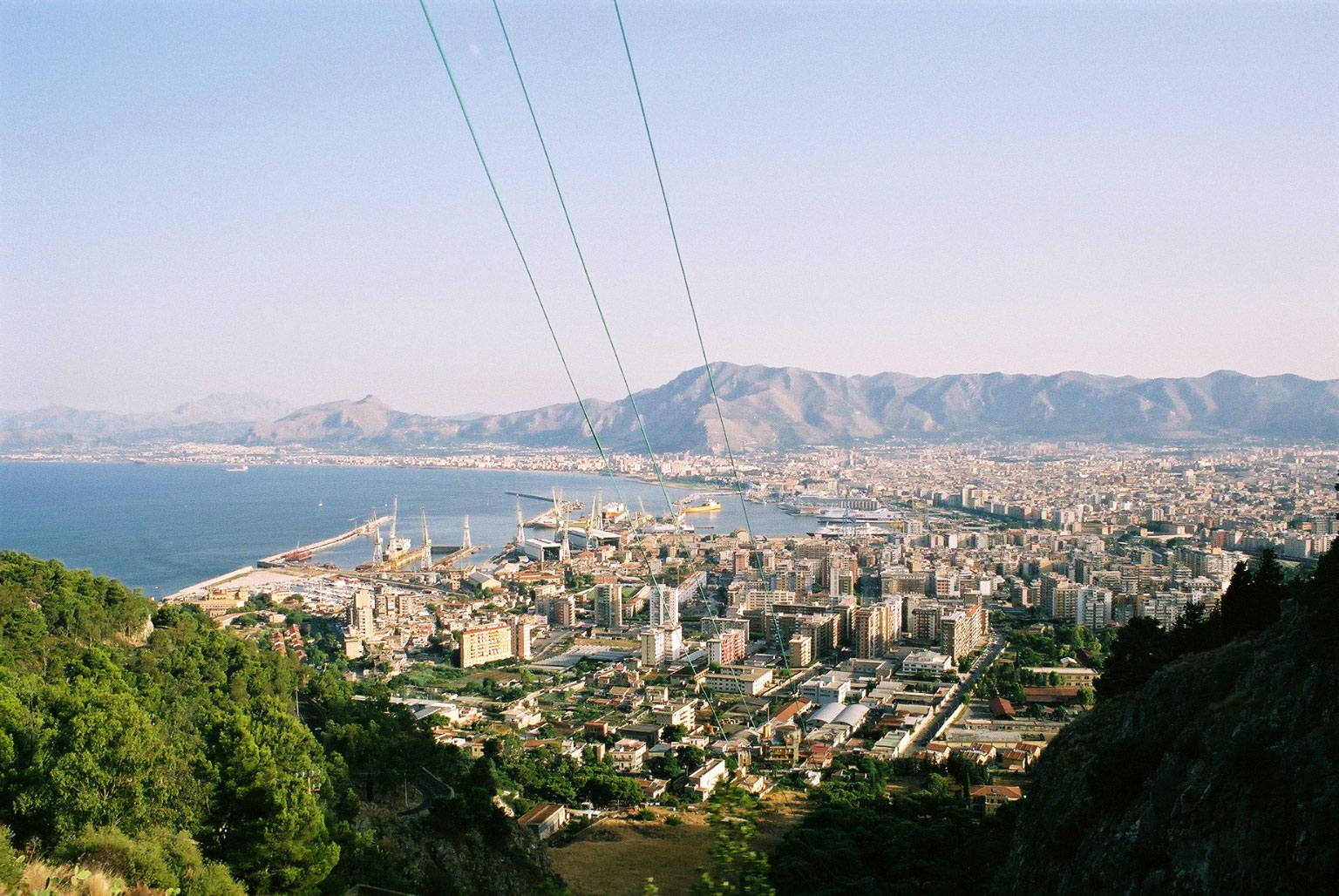
Veduta del golfo di Palermo dal Monte Pellegrino

L'urbanistica di Palermo ha risentito molto delle varie dominazioni che si sono succedute nel corso dei secoli presentando ora una grande varietà di ambienti e scorci che rendono il centro storico come un luogo a sé stante rispetto alla cosiddetta Palermo Nuova, frutto dell'espansione incontrollata del secondo Novecento che l'ha resa, ad oggi, tra le principali città italiane per livello demografico.

## Contesto geografico
Il territorio su cui adesso sorge la città di Palermo si presentava come una zona semi pianeggiante, ricca di acquitrini e torrenti e protetta alle spalle da una catena montuosa (i Monti di Palermo) e a nord dal promontorio del monte Pellegrino.

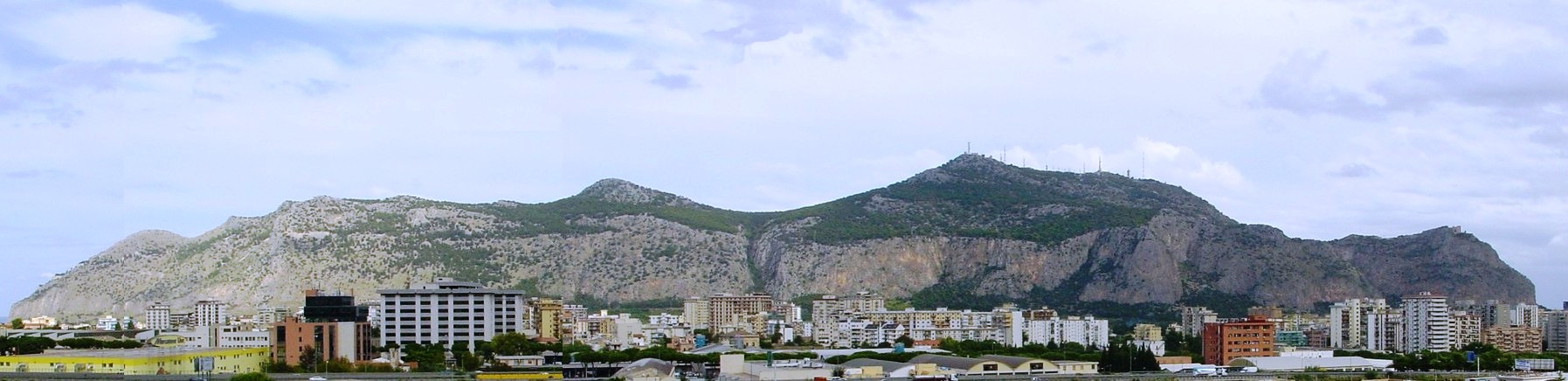
Il monte Pellegrino visto da Viale Regione Siciliana

## La fondazione e il periodo Punico - Romano
Il primo nucleo della Palermo fenicia venne edificato intorno all'VIII secolo a.C. su una piccola altura nei pressi dell'attuale Palazzo dei Normanni posta all'interno di una ristretta penisola creata da due fiumi. Le catene montuose alle spalle e la presenza di un'insenatura su cui sfociavano i due fiumi Kemonia e Papireto detta Cala, resero la città facilmente difendibile e quindi un importante sede portuale. Il primo asse viario
fu il cosiddetto Cassaro, una sorta di Decumano con orientamento Nord-Est Sud-Ovest (Mare - monti) corrispondente all'attuale Via Vittorio Emanuele. Questo asse metteva in comunicazione la Paleopolis, il primo nucleo abitato, con la Neapolis, il nuovo quartiere nei pressi del porto. Alle spalle della Paleopolis, nell'attuale Corso Calatafimi, vi era
invece la Necropoli risalente al VII secolo a.C.
Durante il periodo romano e bizantino l'impianto urbanistico rimase pressoché immutato con l'aggiunta di alcune opere infrastrutturali e difensive.

## La Palermo Araba

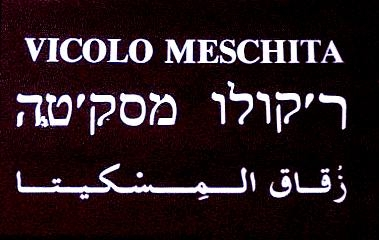
Insegna, in triplice lingua, di una via a Palermo dove anticamente esisteva una sinagoga e il quartiere ebraico

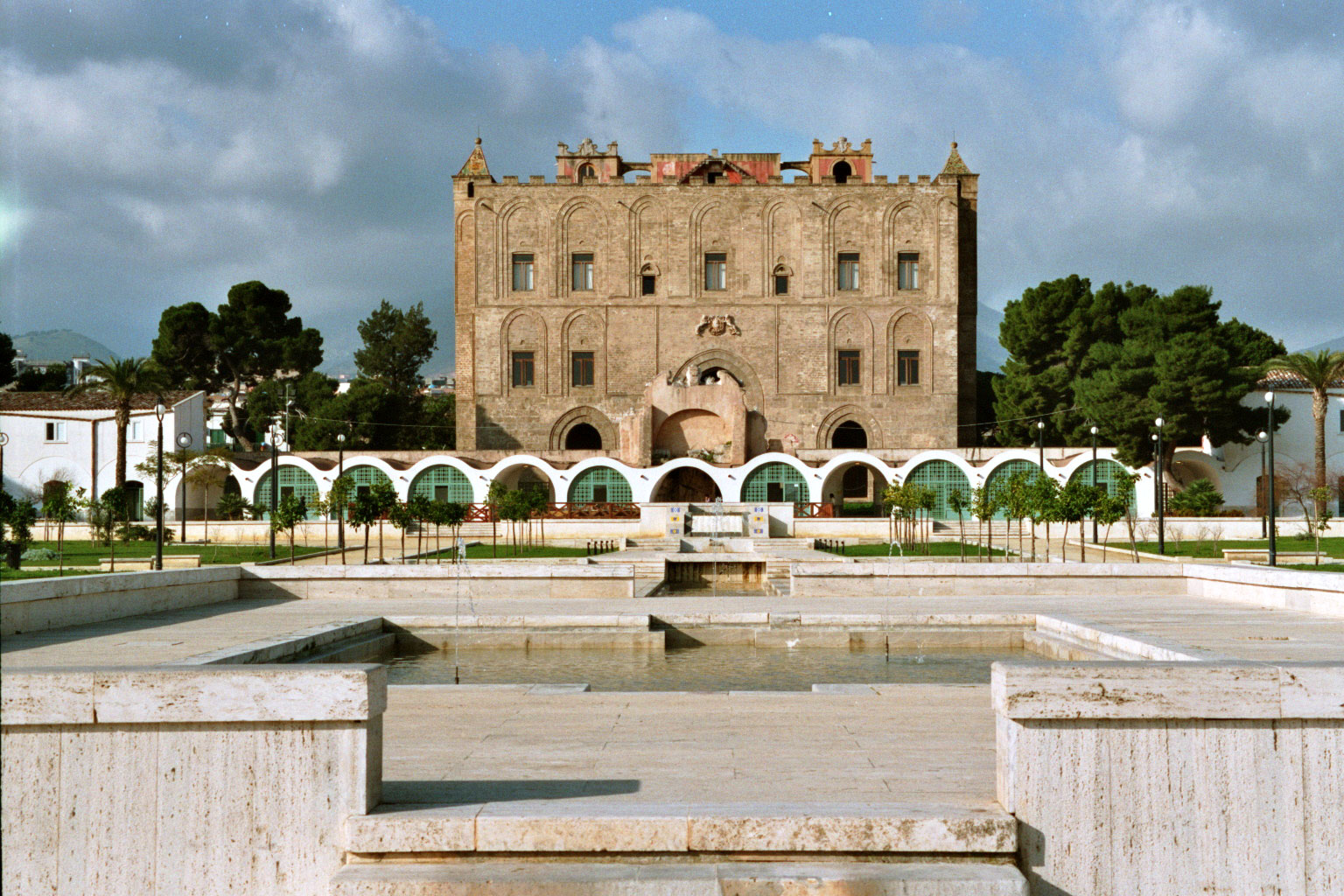
La Zisa e il suo sistema di fontane

In seguito alla conquista Araba dell'831 la città conobbe un grande periodo di espansione, I primi arabi che assediarono Palermo si insediarono nella parte più antica della città preesistente, che chiamarono al-qasr (luogo fortificato), da qui la denominazione del Cassaro. L'incremento della popolazione si tradusse nella nascita di nuovi quartieri posti al di là dei fiumi come l'Albergheria, vicino al Kemonia, o quello degli Schiavoni alle spalle del Papireto. Gli Arabi mantennero comunque l'originario impianto Punico-Romano. Nel 937 nella zona ad est della Cala venne costruita una cittadella fortificata chiamata al-halisah, meglio nota come Kalsa, in cui aveva sede l'emirato.

## La Palermo Normanna
Quando nel 1072 i Normanni espugnarono la cittadella della Kalsa, iniziò un nuovo periodo fatto di integrazione culturale e di fioritura delle arti. Costruirono una nuova sede governativa il Palazzo Reale. Oltre ai quartieri del Cassaro, Kalsa e Albergheria venne ampliata la zona degli Schiavoni, detta poi del Seralcadio, abitata soprattutto da arabi e, in seguito a opere di interramento del porto, questa zona venne edificata e chiamata Amalfitania (successivamente quartiere di Porta Patitelli). A Palermo, con il nuovo ruolo di capitale di un regno, sorsero molte residenze nobiliari e giardini oltre le mura cittadine, come la Zisa e la Cuba, che contribuirono alla denominazione della zona col nome di Conca d'Oro.

## Dagli Hohenstaufen agli Angioini
In poco più di due secoli la città passò dal dominio Hohenstaufen a quello Aragonese passando per quello Angioino e Chiaramontano. Nel XIII secolo Palermo venne suddivisa in cinque quartieri: i quattro quartieri storici con l'aggiunta della Conceria, zona che prendeva il nome dalle numerose botteghe di conciatori che vi erano presenti. Questo assetto rimase invariato fino al XV secolo. Durante il XIV secolo si intervenne più che altro alla sistemazione edilizia cittadina e al ripristino di vecchie abitazioni. In seguito alla bonifica dell'attuale Piazza Marina, venne edificato il Palazzo Chiaramonte di proprietà di una delle famiglie più importanti della nobiltà palermitana. Venne costruita la cinta muraria fra la Kalsa e il Castello a Mare, si sistemò Piazza Ballarò e iniziarono i lavori di risistemazione del porto della Cala in seguito ai passati interramenti. iii

## Il periodo spagnolo
Nel 1412 la Sicilia divenne dominio spagnolo e lo sarà fino al 1713. I primi interventi urbanistici ebbero inizio nella seconda metà del XVI secolo con il prolungamento fino a mare del Cassaro e l'apertura di Porta Felice. Ma la svolta significativa si ebbe col taglio della via Maqueda, che prese il nome dal viceré spagnolo Bernardino di Cardines, duca di Maqueda. Questa strada divenne il secondo asse principale della città che, tagliando perpendicolarmente il Cassaro, divideva il centro storico "in quattro nobili parti" che divennero i nuovi quartieri della città. Si identificarono così i "quattro mandamenti" che presero anche il nome delle rispettive sante patrone e dagli edifici principali che vi avevano sede.
- Albergheria o Palazzo Reale (con patrona Santa Cristina). Corrispondeva alla Paleopolis e al centro amministrativo della città dove si trova appunto il Palazzo dei Normanni
- Seralcadio o Monte di Pietà (con patrona Santa Ninfa) dove hanno sede, oltre al monte di pietà, anche la Cattedrale e il mercato del Capo.
- La Loggia o Castellammare (con patrona Santa Oliva) nei pressi del porto antico. Vi erano il quartiere degli Schiavoni e la fortezza del Castello a mare.
- Kalsa o Tribunali (con patrona Sant'Agata) la zona della fortezza araba e dei tribunali dell'inquisizione, come Palazzo Chiaramonte.

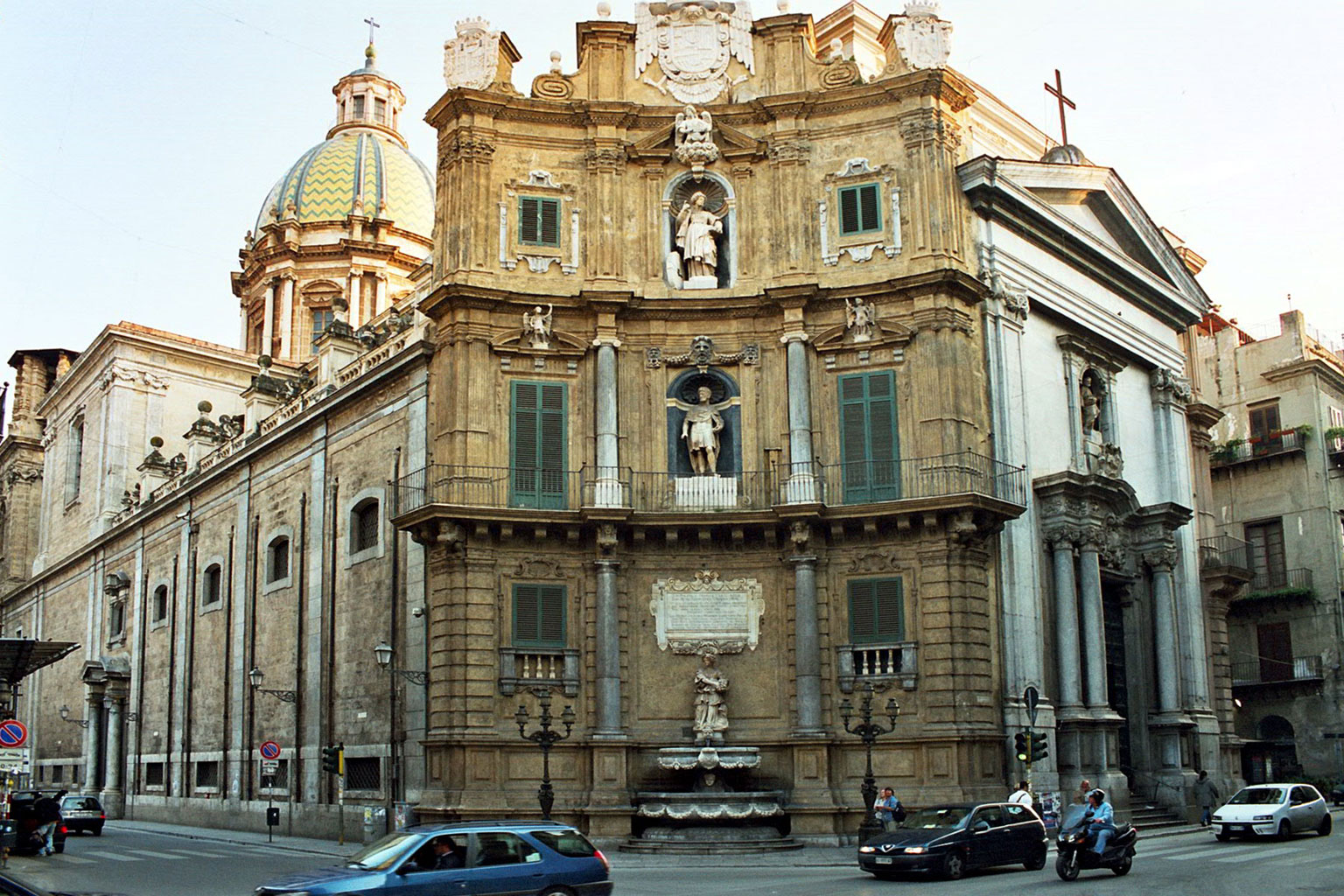
Uno dei Quattro Canti in Piazza Vigliena

L'incrocio fra il Cassaro e la via Maqueda divenne il nuovo salotto della città con la realizzazione della piazza ottagonale nota come "Quattro canti", terminata nel 1620. Altri interventi vennero svolti per il miglioramento del sistema difensivo, con la costruzione dei bastioni e il Castello a mare venne ulteriormente fortificato. Iniziarono i lavori di bonifica dei fiumi Kemonia e Papireto resosi necessari in seguito alle frequenti alluvioni (devastante quella del 1557). In seguito alla costruzione del Cardo, nel nuovo asse proliferarono i palazzi nobiliari e gli edifici religiosi caratterizzati dallo stile barocco tipico del periodo.

## Lo sviluppo delle ville extraurbane
Nel XVIII secolo la zona limitrofa della città muta considerevolmente grazie all'introduzione del sistema delle ville. Già in periodo medievale in tutta la Conca d'oro erano disseminati i cosiddetti "bagli", cortili dalla forma quadrangolare, circondati da mura e muniti di torri d'avvistamento. La tipologia edilizia del baglio aveva principalmente una funzione difensiva ma, terminata l'era della pirateria, questi cadono in disuso e sostituiti dalle "casene" che nel XVII secolo lasceranno progressivamente il posto alle ville. La decisione di spostarsi all'esterno della città consolidata non deriva soltanto dalla "moda della villeggiatura" incalzante nel periodo, ma è dovuta anche all'aumento della pressione fiscale all'interno della città e alla volontà dei nobili di avere una maggiore presenza nei loro fondi agricoli così da poterne tenere sotto controllo la produzione. Le ville si dislocarono prevalentemente secondo tre direttrici: la prima a sud verso la zona di Bagheria, la seconda ad ovest verso Monreale, la terza a nord nella cosiddetta Piana dei Colli. Le prime ville sorgeranno nei pressi del paese di Bagheria, seguendo la via già percorsa dal Principe di Butera che, costruendo una villa nella località palermitana, sposterà qui la sua residenza. Successivamente, con lo sviluppo di nuove colture e tecniche agricole, sorgeranno una moltitudine di ville nella zona semipianeggiante della Piana dei Colli. I bagli e le casene verranno convertite in ville mentre nuove residenze nobiliari verranno costruite in zone non edificate così da superare complessivamente la cinquantina di fabbricati.

### Alcune ville del palermitano
| - Villa Adriana - Villa Belmonte - Villa De Cordova - Villa Di Gregorio | - Villa Lampedusa - Villa Niscemi - Villa Pantelleria - Villa Partanna - Villa Ranchibile | - Villa Resuttano - Villa Scalea - Villa Sofia - Villa Sperlinga - Villa Spedalotto - Villa Trabia |

## Le borgate storiche

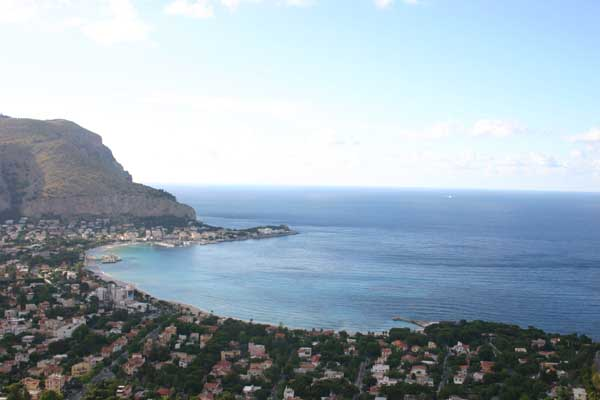
Veduta di Mondello

A cavallo fra il XVII e XVIII secolo a causa della crescita la popolazione non trova spazio sufficiente per edificare nuove abitazioni in una città rinchiusa ancora dalle mura bastionate. È in questo periodo che nascono i primi insediamenti al di fuori delle mura, primo fra tutti il Borgo marinaro di Santa Lucia, corrispondente all'attuale Borgo Vecchio, che, posto poco più a nord del centro, divenne in breve tempo un importante approdo per la città. Altri centri erano già presenti in tutto il territorio limitrofo, le cosiddette borgate storiche, alcune di queste sorte in epoca molto antica come Sferracavallo o Mondello. Il sistema delle ville invece spinse parte della popolazione a lasciare il centro cittadino verso la ricca zona agricola. Così nei pressi delle residenze nobiliari, collegate al centro da una capillare rete viaria, sorgeranno questi nuovi insediamenti corrispondenti a delle appendici della città nel territorio, che avranno una notevole importanza nello sviluppo socio economico della città.

## L'espansione oltre le mura
La città però necessitava di una nuova superficie edificabile e soprattutto di una direttrice di espansione. Dopo una prima fase di sviluppo verso il vicino paese di Monreale lungo il Cassaro, si decise di cambiare versante e di optare per il proseguimento della via Maqueda. I territori a sud erano però poco adatti all'edificabilità, vista la presenza del fiume Oreto che rendeva malsana
la zona. Così, dopo aver costruito il quartiere Oreto subito oltre le mura, si tentò di incrementare l'espansione verso il fiume costruendo anche due grandi zone di verde, l'orto botanico e la villa giulia, ma ciò non ottenne i risultati sperati anche per motivi economici: la zona a sud era infatti quella più densamente coltivata. A questo punto la direttrice di espansione si orientò a nord, verso la Piana dei colli, una zona semi pianeggiante, fertile e arieggiata.

## L'inizio della pianificazione
La decisione di spostare il baricentro cittadino verso nord avviene definitivamente nel 1778 quando il pretore, il marchese Regalmici, affida all'ingegnere Nicolò Palma il compito di creare una nuova zona che mettesse in collegamento la città antica col Borgo di Santa Lucia secondo un ordine geometrico e razionale. La cosiddetta addizione Regalmici ripropone così l'ordine ortogonale dei Quattro canti ricreandolo all'esterno della città grazie all'incrocio fra il prolungamento della via Maqueda (ora via Ruggero Settimo) e una nuova via a essa perpendicolare, lo stradone dei Ventimiglia, oggi via Mariano Stabile che giungeva sino al mare. Si venne a creare così un'altra piazza ottagonale, chiamata Quattro canti di campagna in contrapposizione a quella cittadina mentre grazie alla strada del Mulino a vento si creò il collegamento fra la città e il Borgo di Santa Lucia. Nei primi decenni del XIX secolo la popolazione comincia sempre più a spostarsi all'esterno delle mura, tanto che l'amministrazione comunale nel 1819 istituisce i due nuovi quartieri Oreto e Molo e iniziano i lavori di miglioramento dei tracciati viari di collegamento. A conferma della corretta intuizione dell'amministrazione Regalmici, nel 1848 venne tracciata verso nord la via della Libertà, chiamata dai Borboni Strada della Real Favorita, completata nel 1861 con la piazza Alberigo Gentili. Nel 1824 viene realizzata la Real Casa dei Matti di Palermo, uno dei primi ospedali psichiatrici d'Europa.

## I progetti del 1860

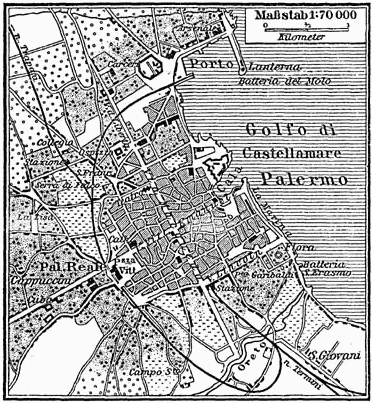
Cartografia del 1888. È visibile il tracciato della prima circonvallazione ferroviaria

In seguito agli attacchi al sistema bastionato da parte dei borboni e visto lo stato di degrado di molte abitazioni del centro, il pretore Duca di Verdura promosse un concorso per la presentazione di un progetto di pianificazione della città. Il 25 settembre 1860 un gruppo di architetti e ingegneri composto fra gli altri da Giovan Battista Filippo Basile, presentò due progetti, uno "Economico", uno "Grandioso" ed alcuni elementi di quello "Medio" tutto questo poiché non si conosceva il bilancio a disposizione del comune. Il primo, "Economico", prevedeva soprattutto miglioramenti alla maglia viaria del centro e la creazione di nuove strade nella zona nord, la lottizzazione dei terreni presso la via Libertà e l'edificazione di bagni pubblici e di due teatri. Quello "Grandioso" si concentrava soprattutto sulla viabilità interna prevedendo un reticolato composto da altri quattro assi perpendicolari fra loro che intersecando le vie Maqueda e Cassaro dividevano la città in sedici quadranti rettangolari. Alla fine nessuno di questi progetti venne realizzato, ma le proposte da questi lanciate influenzeranno molto la successiva pianificazione cittadina. Nel 1866 l'Ufficio tecnico comunale redige il "Piano generale di bonifica e ampliamento" che riprende alcuni elementi del progetto "Grandioso", ma favorendo uno sviluppo disomogeneo proponendo la lottizzazione e i piani ad opera di privati. È anche grazie alla grande crescita demografica che nella zona Ovest della città vengono identificati due nuovi mandamenti in prossimità delle antiche residenze normanne: Cuba e Zisa. La città viene anche dotata di importanti infrastrutture come il prolungamento del Molo Nord per difendersi dalle frequenti inondazioni e la prima circonvallazione ferroviaria che congiunge la zona portuale con la stazione centrale. Nell'ambito del potenziamento della mobilità urbana, nel 1887, viene istituito il servizio tramviario che vede il suo asse principale nella linea di collegamento fra Palermo e Monreale attraverso il Cassaro. La rete, con capolinea in Piazza Bologni, nella suo percorso riesce a colmare la forte pendenza anche grazie tratti con sistema funicolare. L'intera rete verrà dismessa nel 1947 lasciando tracce visibili in alcune porzioni di binario o nel tratto più prossimo a Monreale.

## Il Piano Giarrusso e il taglio di Via Roma
La situazione igienico-sanitaria all'interno del centro peggiorava sempre di più. La maggior parte della popolazione infatti abitava i cosiddetti "catoi", una sorta di monolocali con cortile interno e solitamente privi di pavimentazione. In queste condizioni erano molto frequenti le epidemie tanto che l'amministrazione decise di intervenire proponendo un piano di bonifica. Nel 1885 venne approvato il "Piano regolatore di risanamento" dell'ing. Felice Giarrusso (noto appunto come Piano Giarrusso) che sostituì quello dell'ing. Luigi Castiglia che venne bocciato. Questo piano, rifacendosi al progetto "Grandioso", prevedeva l'apertura di quattro strade perpendicolari agli assi preesistenti che creassero degli incroci ortogonali al centro di ogni mandamento. Queste strade, dalla larghezza prevista intorno ai 20 metri, avrebbero avuto il compito di aprire la stretta e disordinata maglia viaria antica permettendo il passaggio dell'aria e della luce rendendo più salubri le varie zone. Per dislocare la popolazione dalle zone interessate dai lavori si vennero a creare nuovi quartieri posti soprattutto in riva al mare, come nei pressi delle borgate di Romagnolo nella zona sud e dell'Acquasanta alle falde del monte Pellegrino. Delle quattro grandi strade previste vennero realizzate soltanto l'attuale via Mongitore, che taglia parallelamente al Cassaro il quartiere dell'Albergheria, e la via Roma nonché i quartieri ortogonali alla via Roma nei pressi della Stazione Centrale (via Fiume - via Gorizia) e tra le vie Venezia - Bandiera nei pressi della Vucciria ed infine intorno al Teatro Massimo (vie Scarlatti - Amico).

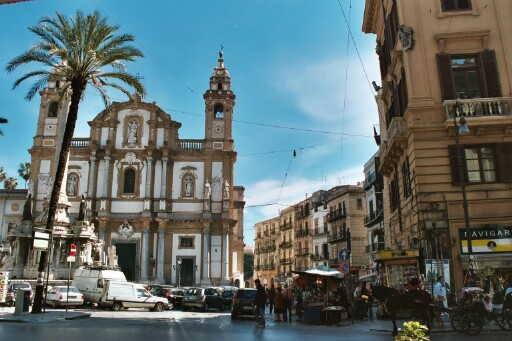
La Chiesa di San Domenico la cui piazza, dopo varie demolizioni, si affaccia sulla via Roma

La via Roma presenta un iter realizzativo molto contorto ricco di problemi burocratici e finanziari. È l'unica via delle quattro previste ad essere stata completata, cioè è l'unica che attraversa due mandamenti (Tribunali e Castellamare correndo parallelamenta alla via Maqueda). I lavori iniziarono nel 1895 e vennero ultimati nel 1922 e causarono la demolizione di molte abitazioni e di edifici e chiese di interesse storico, come la chiesa di S. Rosalia, dell'architetto Giacomo Amato e il palazzo Pignatelli Aragona Cortes. Poiché i finanziamenti terminavano periodicamente, i lavori non si svolsero con continuità cosicché la strada venne realizzata a zone presentando un tracciato non esattamente parallelo alla via Maqueda (si dice anche che questa leggera deviazione sia dovuta agli interessi di ricche famiglie che sul tracciato previsto vi avevano la residenza e, in particolare dei marchesi di Celano proprietari di Palazzo Arezzo). La via Roma divenne dunque un importante asse cittadino che metteva in collegamento la Stazione centrale con la zona portuale del Borgo Vecchio. Per questo motivo sulla via si edificarono il Teatro Biondo e il Teatro Finocchiaro ed in epoca fascista il palazzo della Posta Centrale, senza dimenticare tutti i palazzi in stile umbertino che con la loro altezza rendevano vano lo sperato effetto di "risanamento" poiché eclissando i bassi edifici alle loro spalle impedivano il passaggio di luce e aria verso l'interno. Così la via Roma, finanziata col denaro previsto per le cosiddette opere di risanamento, divenne più che altro una strada celebrativa e a conferma di ciò all'inizio della stessa venne posto un ingresso monumentale in piazza Giulio Cesare.

## L'Esposizione Nazionale e la crisi degli anni Venti
Nel 1891- 1892 si svolse un evento che anche se non lasciò prove tangibili del suo passaggio influenzò decisamente la storia urbanistica della città: la IV Esposizione Nazionale di Palermo. Grazie all'iniziativa delle importanti e ricche famiglie palermitane, tra cui senz'altro i Florio e i Whitaker, la città si mise in "vetrina" ospitando un evento che ebbe riscontri positivi anche dal punto di vista commerciale e turistico. I padiglioni dell'Esposizione vennero costruiti nella zona a monte di via Libertà fra le attuali piazze Politeama e Croci, nella zona nota come "firriatu di Villafranca" di proprietà del principe di Radaly. Nel giro di qualche anno tutti i padiglioni, progettati da Ernesto Basile ispirandosi allo stile Arabo-normanno, vennero smontati, ma la risonanza della manifestazione ebbe importanti strascichi sulla storia cittadina:
- La zona prevista confermava la volontà cittadina di spostare l'attenzione sull'area a nord del centro. Il completamento della via Libertà nel 1911 segnerà appunto fermamente questa decisione trasformando questa zona nel nuovo centro direzionale della città dedicato alle classi più abbienti e dinamiche.
- La disposizione a scacchiera che si rifaceva all'impianto ortogonale parigino influenzerà la successiva edificazione della zona che al termine della manifestazione verrà lottizzata ed occupata da ricche abitazioni poste su più piani.
- Lo stile liberty d'altro canto troverà un fecondo terreno nella nascita dei numerosi villini che le ricche famiglie edificheranno lungo la via Libertà e nelle vicine vie, come l'attuale via Notarbartolo. Anche se ormai quasi interamente demoliti per far posto ad alti condomini, lo stile liberty è ancora ben visibile nelle ville edificate nello stesso periodo soprattutto nei pressi di Mondello che, in seguito alla bonifica degli acquitrini di Valdesi, diventerà in breve tempo la spiaggia preferita dai palermitani.

Nel 1902, nei pressi del Giardino Inglese, verrà invece organizzata l'Esposizione Agricola Siciliana; attraverso un costante utilizzo dell'illuminazione elettrica, segnerà un importante avvio di opere che sfruttino questo tipo di energia.

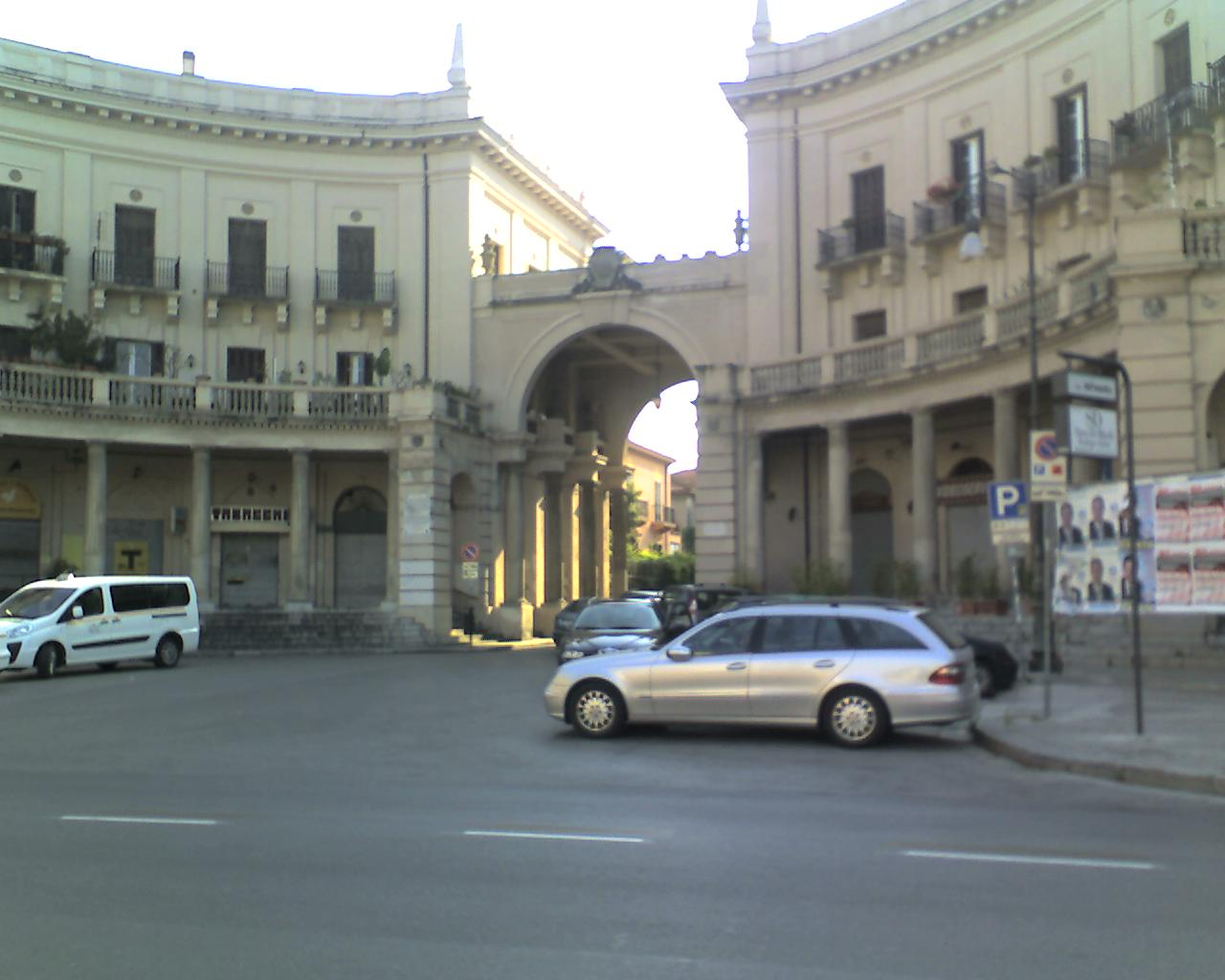
L'ingresso monumentale del quartiere Littorio, oggi Matteotti

I primi due decenni del novecento segnano invece una profonda crisi economica che si ripercuoterà anche in ambito cittadino. Vista la proroga del piano Giarrusso (resterà fino al 1941) i proprietari degli edifici del centro, spaventati da eventuali espropri, non effettueranno nessun lavoro di mantenimento sulle abitazioni che così sprofondano sempre più in uno stato di abbandono.
Nel contempo però segna la nascita di nuovi quartieri, come quello dell'Olivuzza e, nel 1922, iniziano i lavori per l'ampliamento del porto e vengono costruiti il quartiere del Littorio, (poi quartiere Matteotti), progettato nel 1927 da Giovan Battista Santangelo e Luigi Epifanio e concluso nel 1932, e il nuovo ospedale Civico progettato nel 1932. 
Nasce poi tutta una serie di opere ispirate all'edilizia razionalista, come il Palazzo delle Poste di Angiolo Mazzoni, il Palazzo di Giustizia, il Cine Impero, le ville di Mondello, gli edifici portuali fino alla casa del mutilato di Giuseppe Spatrisano

## Il Concorso del 1939 e i bombardamenti
Nel 1939, vista la necessità di dotare la città di uno strumento che desse ordine all'edificazione di una città in perenne crescita, venne indetto un concorso nazionale per la redazione di un Piano regolatore e di ampliamento previsto per una città di oltre 700 000 abitanti. Nel 1941 furono proclamati i tre progetti vincitori ex aequo, tra cui quello di Domenico Filippone (con F. Florio e P. Villa), e quello di Luigi Epifanio, Giuseppe Spatrisano, Luigi Piccinato e Vittorio Ziino.
Tutti i progettisti mostrarono l'importanza di creare una tangenziale posta al di là della città, ma entro i rilievi montuosi che avrebbe svincolato il centro dal traffico pesante in direzione Messina - Trapani. Ricollegandosi alle strade statali nei pressi di Sferracavallo a nord e nella zona industriale a sud e raccordandosi alla città tramite le vie radiali che da essa si dipartivano nel territorio interno, avrebbe avuto anche la funzione di dislocare il traffico agricolo proveniente dalla Conca d'Oro e diretto verso il centro. 

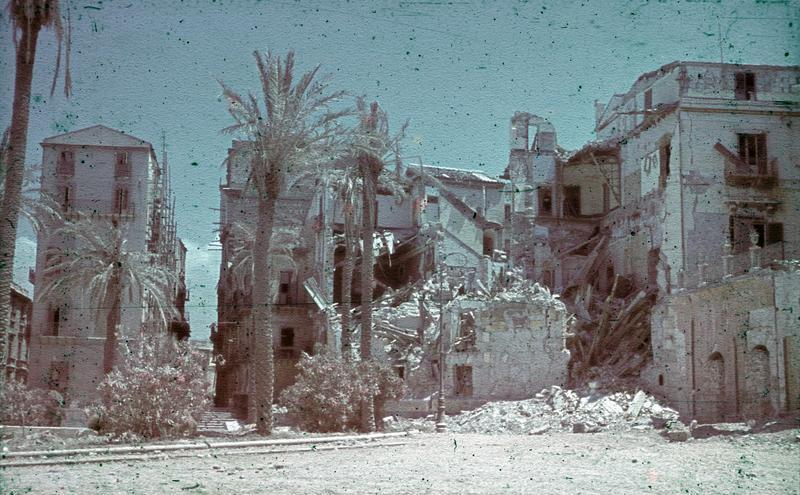
Palermo dopo i bombardamenti alleati del luglio 1943.

I bombardamenti alleati della seconda guerra mondiale in particolare quelli del marzo-luglio 1943, sconvolsero la città e oltre a migliaia di morti e feriti causarono gravissimi danni al patrimonio urbanistico della città
Nel 1944 l'Ufficio tecnico comunale redasse poi un piano regolatore in collaborazione con i vincitori del concorso, ma questo piano rimase solo sulla carta. Fra le norme, decise anche in conformità della legge urbanistica del 1942, vi era anche l'istituzione di alcune aree destinate a verde e la decisione di impiantare un'area industriale nella zona sud presso il paese di Ficarazzi. In seguito ai pesanti bombardamenti subiti dalla città durante la seconda guerra mondiale, nel 1945, Palermo venne inserita fra le città che dovevano adottare un piano di ricostruzione. Fra i primi interventi vi fu la nascita di nuovi quartieri di edilizia sovvenzionata come il Villaggio S. Rosalia mentre di riflesso prese sempre più piede il fenomeno della speculazione edilizia.

## PRG del 1962
Gli anni '50 vedono un'intensa attività edificatoria nella città. Nel 1953 viene bandito un concorso per la sistemazione del quartiere Monte di Pietà che riprende il concetto di aggiungere assi paralleli e ortogonali a via Maqueda all'interno della maglia storica; il progetto non verrà però realizzato. Nel 1956 vengono avviati i lavori per la stesura del nuovo Piano Regolatore cittadino, affidato dal Comune ai progettisti e docenti dell'università di Palermo Edoardo Caracciolo, Giuseppe Caronia, Luigi Epifanio, Giuseppe Spatrisano, Pietro Villa, Vittorio Ziino e coordinato da Vincenzo Nicoletti. Il piano subirà oltre 25 stesure prima di venire approvato nel 1962..
Saranno numerose le modifiche subite in questo arco temporale che influenzeranno le scelte operate per la dotazione di attrezzature e verde e soprattutto per quanto riguarda gli indici edilizi. Sono gli anni del cosiddetto "Sacco di Palermo" in cui si opera un'intensa opera di speculazione edilizia a danno del paesaggio, dei beni culturali e della dotazione di servizi per i cittadini tutto condizionato da operazioni criminali e mafiose. Scandaloso il caso della demolizione di Villa Deliella progettata da Ernesto Basile nel 1905 e distrutta in una sola notte nel 1959. Lo scandalo fu tale che al posto dell'edificio venne lasciato un grande vuoto dove oggi ha sede un parcheggio.
Il 1962 è anche l'anno dell'approvazione della legge 167 che impone la realizzazione di alloggi economici popolari (PEEP). Uno di questi sarà il noto quartiere ZEN dall'acronimo Zona Espansione Nord, ancora oggi simbolo negativo di bassa qualità della vita urbana. Progettato nel 1969 dal gruppo composto dagli urbanisti Francesco Amoroso, Salvatore Bisogni, Vittorio Gregotti, Hiromichi Matsui e Franco Purini, subisce un ampliamento tramite un Concorso nazionale per quartiere residenziale indetto da IACP, vinto da studio Gregotti, realizzato a partire dagli anni '90 e noto come ZEN 2 e sempre impostato sull'insediamento dell'"insula" sulla falsariga degli isolati stretti e lunghi del centro storico di Palermo.

## Il PPE del centro storico del 1993

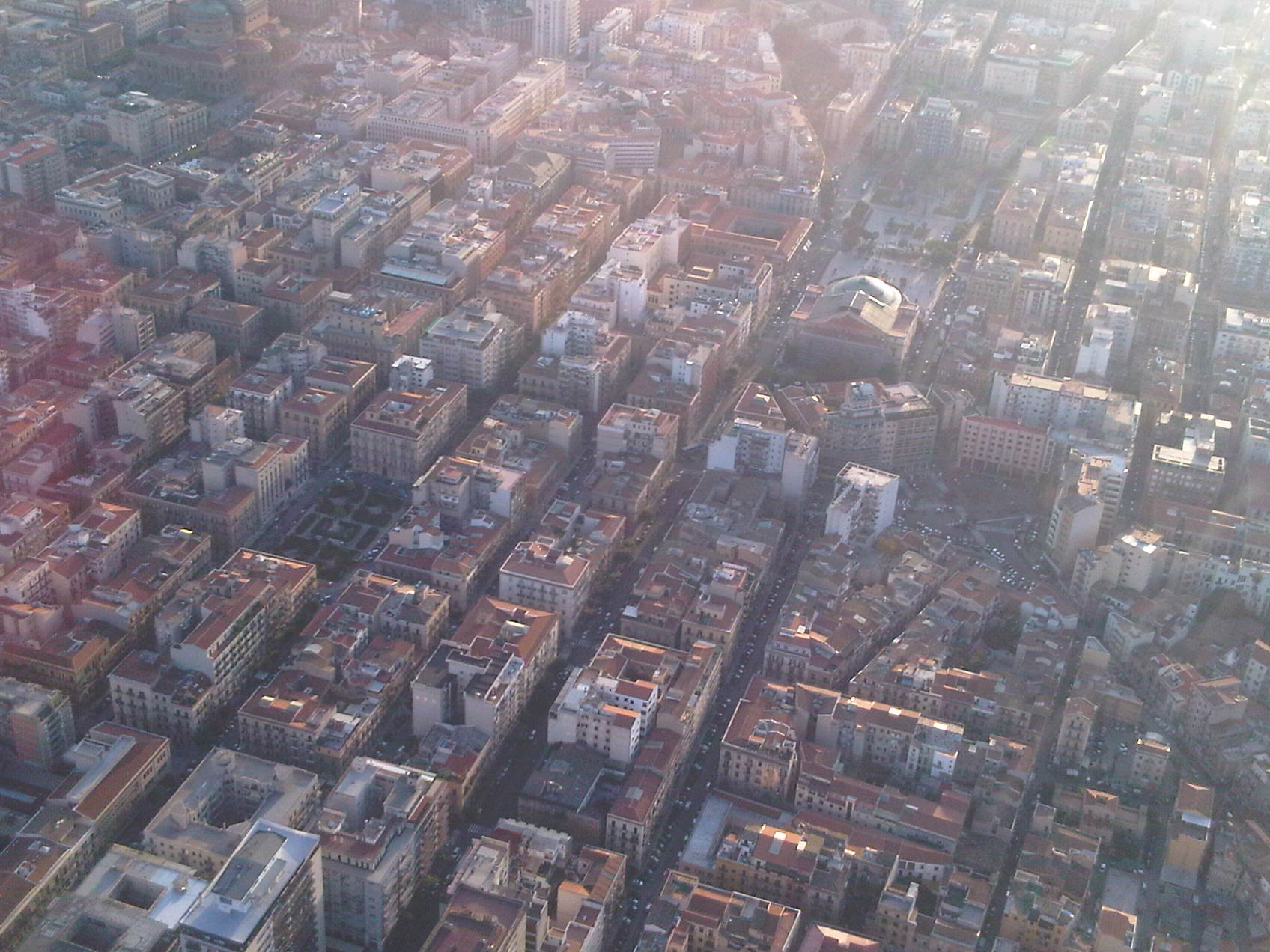
Centro storico dall'alto, con piazza Politeama

Il centro storico di Palermo occupa una superficie di circa 250 ettari. La sua gestione è stata sempre vista come una problematica di difficile soluzione per la politica cittadina già ai tempi del rinnovamento urbanistico del PRG di Felice Giarrusso (1887) che aveva creato grandi boulevard alla parigina sventrando l'antico tessuto medievale. Questo porzione della città fu la più colpita dai bombardamenti della seconda guerra mondiale e la grande densità insediativa unita ad un tessuto storico molto fitto, aveva favorito condizione abitative poco salubri e molto difficili. Il PRG del 1962, pur tutelando alcune aree del centro storico, intendeva valorizzare questa ampia area con ulteriori sventramenti (famosa la cosiddetta "Terza Via" che tagliava le aree storiche lungo l'asse nord-sud), ma a conti fatti - fatte rare eccezioni puntuali con sostituzioni "moderne" di fabbricati o interi isolati - il Centro Storico rimase una zona "bloccata", anche per effetto della Legge n. 18 del 30 gennaio 1962 che rinviava il Risanamento dei 4 Mandamenti alla redazione di Piani Particolareggiati. Tra parziali nuovi crolli per effetto dell'abbandono e mancanza di interventi e di nuove ricostruzioni, poiché era difficile riuscire a convincere gli abitanti a lasciare le proprie case nonostante queste fossero spesso in condizioni di degrado fisico ed ambientale, si rimase in questa situazione di attesa. Il terremoto del Belice del gennaio 1968 diede una mano agli speculatori edilizi con la connivenza dell'Amministrazione pubblica che dichiarò pericolanti moltissimi edifici del Centro Storico, invogliando gli abitanti ad abbandonare il Centro Storico e trasferendo le loro residenze nella zona di speculazione edilizia, già realizzata dai costruttori mafiosi soprattutto nella zona nord. Dal censimento del 1961 a quello del 1971 la popolazione residente del Centro Storico si riduce a meno della metà. Questa situazione di stallo, protrattasi per molti decenni (si operava negli anni '70 per varianti puntuali dal lungo iter burocratico, Così furono realizzate molte scuole pubbliche che devastarono il tessuto urbanistico ed ancor oggi si configurano come "corpi estranei" che poco dialogano con gli edifici circostanti), si cominciò a muovere qualcosa solo a partire dagli anni '80. Professionisti del calibro di Giuseppe Samonà e Giancarlo De Carlo, decisero di studiare questo Centro Storico così denso e pluristratificato attraverso la ricerca storica e l'individuazione di "contesti" storici particolari. Il loro lavoro si tradusse nel cosiddetto "Piano Programma", un interessante ed utile elaborato che però non aveva nessuna cogenza normativa ed urbanistica. Il loro lavoro però diede impulso ad una visione più organica e assolutamente positiva del centro storico. La mancanza normativa del Piano Programma spinse l'Amm.ne comunale ad affidare all'Università di Palermo un "Piano dei Servizi" il cui compendio dei due studi avrebbe dovuto confluire in un Piano Urbanistico. La lungaggine operativa e l'anomalia delle decisioni politiche che si basavano su studi molto lontani da quanto previsto dalla legislazione urbanistica, spinse nel marzo 1988 l'allora giunta DC-PCI del "pentacolore" del sindaco Leoluca Orlando, all'affidamento di un incarico organico di natura urbanistica che confluì nella redazione del "Piano Particolareggiato Esecutivo del Centro Storico" adottato il 16 febbraio del 1990 ed approvato dall'organo regionale il 13 luglio 1993. 
Per volontà della giunta Orlando, l'incarico della redazione di questo strumento urbanistico, venne affidato a Pier Luigi Cervellati, Leonardo Benevolo ed Italo Insolera, noti urbanisti del contesto italiano, che avevano già operato in realtà similari (Bologna, Roma, Brescia, Urbino etc). Coadiuvati dall'Ufficio Tecnico comunale palermitano, il Piano venne presentato alla città dopo circa 18 mesi dall'incarico. Inizialmente osteggiato da professionisti locali e dall'ambito universitario per logiche clientelari e perché la filosofia del Piano andava contro appalti già ottenuti dall'ITALTER, frutto spesso di speculazioni e logiche antiche fondate sulla ristrutturazione urbanistica con ampie modifiche degli allineamenti storici, dopo lunghi dibattiti con l'organo regionale, dopo 3 anni e mezzo dall'adozione costituì un punto fermo per tutti coloro che volevano investire o i proprietari che intendevano recuperare i loro edifici storici.
Lo strumento, ancora oggi vigente, si presenta comunque come una delle più felici sperimentazioni sul campo urbanistico delle città storiche fondandosi su alcune teorie quali l'analisi tipologica e storica e il recupero e la riqualificazione di contesti storici in degrado. Vennero individuate le tipologie edilizie sia specialistiche che insediative inserendo la tipologia del "catojo", corrispondente alla "casa solerata" o "edifici a schiera" la cui conservazione veniva spesso considerata anacronistica per il concetto dell'abitare moderno. Attraverso l'attribuzione tipologica e la modalità d'intervento per singole unità edilizie, vennero stabilite le gamme delle destinazioni d'uso compatibili con i singoli fabbricati. Grande rilievo ebbe soprattutto la rilettura del perimetro della città murata con reinserimento di mura e bastioni superstiti in contesti a parco urbano, nonché la valorizzazione dell'affaccio a mare sul Foro Italico ripensato come una grande distesa a prato con la creazione di un canale navigabile che reinterpretava l'originario affaccio a mare dell'antica città. Grande importanza venne data al riuso degli spazi vuoti o liberati che vennero quasi sempre reinterpretati a fini pubblici con la costruzione di attrezzature o aree verdi. Particolare è la considerazione delle infrastrutture viarie, che inseriva fra le opere principali due tunnel per la grande circolazione viaria (di cui uno sottomarino sotto la Cala e l'altro sotto piazza Indipendenza), al fine di circoscrivere il traffico di attraversamento all'interno del perimetro della città murata.

## Palermo oggi e prospettive future

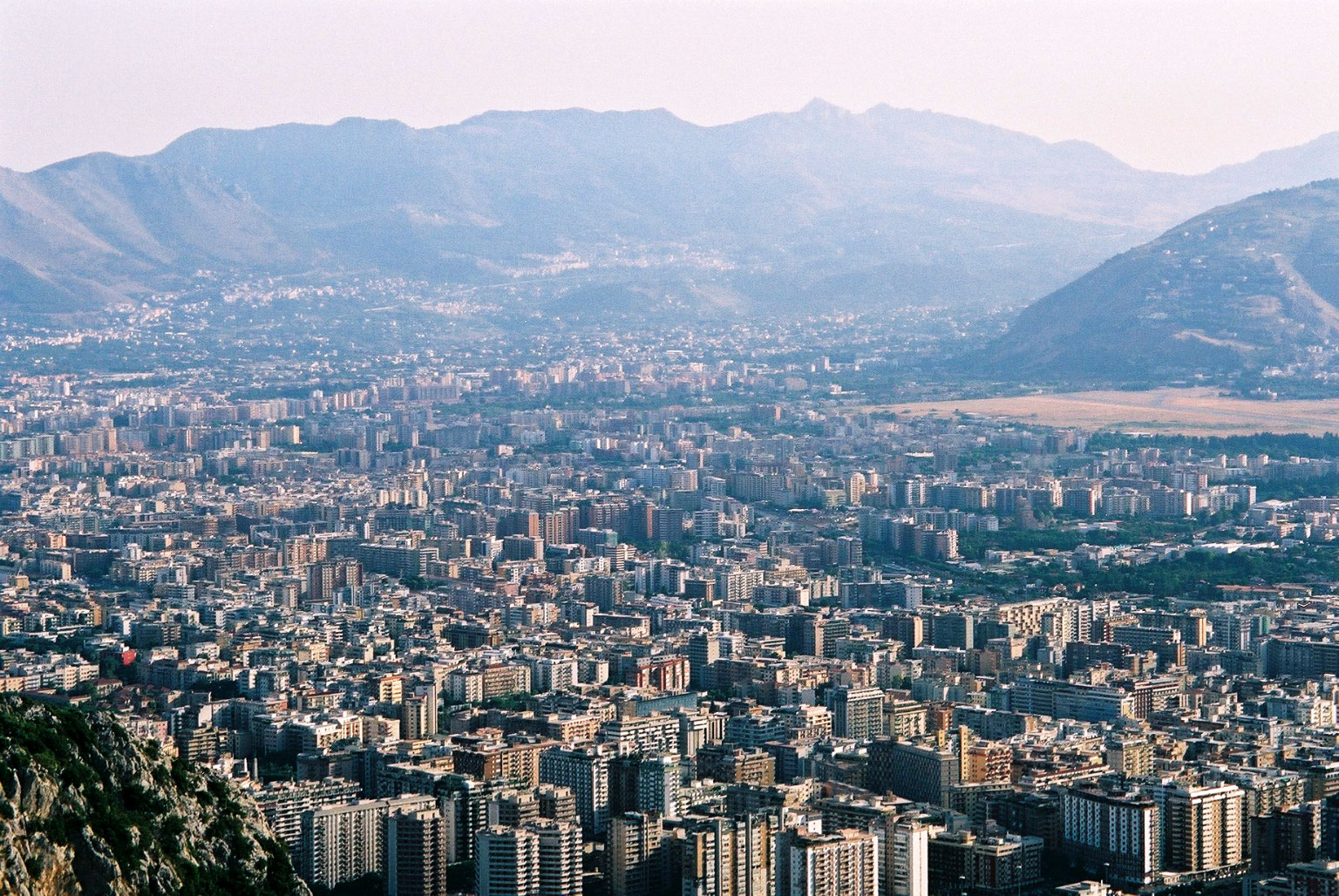
Veduta della Palermo novecentesca

Oggi Palermo mostra una grande eterogeneità nel suo tessuto urbano. La "colata di cemento" che ha invaso la Conca d'Oro a partire dagli anni sessanta ha occupato una porzione di territorio che posto fra il mare e le montagne creava un paesaggio un tempo splendido. Adesso il centro storico regolato dal PPE del 1992 si presenta in vivace riqualificazione con oltre 270 progetti di restauro già avviati e in gran parte completati. Ultimamente grazie anche alla redazione nel 2003 di una Variante al piano regolatore generale, l'attenzione dell'amministrazione si sta volgendo anche alla riqualificazione del patrimonio storico e paesaggistico in toto senza dimenticare la salvaguardia ambientale e il miglioramento dei servizi volti alla mobilità di una città dal ricchissimo patrimonio artistico frutto di una storia millenaria, ma sempre soggetto ad una pressione antropica non indifferente. Numerosi sono infatti i progetti di riqualificazione frutto di progetti PIT ("Palermo Capitale dell'Euromediterraneo"), PIST; PRUSST o piani specificici come il Piano Regolatore Portuale. Grande attenzione è stata rivolta negli ultimi anni al recupero del centro storico tanto che è attualmente in fase di redazione un nuovo PPE (Piano Particolareggiato Esecutivo) mentre sono in corso di attuazione alcuni dei progetti inseriti nel Piano Strategico cittadino attualmente vigente. A questi interventi volti allo sviluppo socio-economico si affianca il raggiungimento dell'obiettivo, prettamente culturale, di inserire alcuni elementi storici della città fra i Patrimoni dell'Umanità UNESCO. Nel 2015, viene così istituito il sito con la denominazione di "Palermo Arabo-Normanna e le chiese Cattedrali di Cefalù e Monreale", in un itinerario che unisce elementi civili e religiosi sorti durante il periodo Normanno. Per il conseguimento di questo obiettivo, la città si è dotata di una rinnovata mobilità del centro storico, aggiungendo alla pedonalizzazione di Via Maqueda, quella sperimentale di Corso Vittorio Emanuele, asse storico principale e generativo del tessuto urbano. 
Sempre nell'ambito della mobilità sostenibile, nel 2009 sono stati avviati i lavori per la realizzazione di quasi 14 km di piste ciclabili lungo percorsi che costeggiano la linea di costa o ricalcano il percorso della Circonvallazione. Nuove aree pedonali sono state intanto istituite all'interno del centro storico; fra le più importanti Piazza San Domenico, Piazza Sant'Anna, Piazza Bologni, la già citata via Maqueda e infine piazza Giuseppe Verdi. Sono attualmente in corso numerosi interventi per il potenziamento della mobilità pubblica come la realizzazione della rete tramviaria con tratti di collegamento fra il Centro Commerciale Forum e la Stazione Centrale, o la Stazione Notarbartolo con i quartieri San Giovanni Apostolo e l'area Cuba/Corso Calatafimi. All'interno dei lavori per il potenziamento del sistema ferroviario metropolitano, si prevede la realizzazione del Passante e dell'Anello ferroviario, che vedranno l'istituzione di nuove stazioni e la riqualificazione e l'adeguamento di quelle già esistenti. 